# وأرشيخ
وأرشيخ (Warsheikh) (بالصومالية: Warsheekh)‏ هي بلدة في جنوب شرق منطقة شبيلي الوسطى (Shabeellaha Dhexe) في الصومال. مركز إسلامي تاريخي مهم ، يقع على الساحل شمال مقديشو.

## التاريخ
ورأشيخ واحدة من المستوطنات الرئيسية ومركزًا إسلاميًا مبكرًا في جنوب الصومال خلال العصور الوسطى. يوجد في البلدة مسجد قديم يقع بالقرب من رأس ، وعليه كتابة تشير إلى بنائه عام 1278 هـ (1861-1862 م) من قبل الشيخ أبو بكر بن مهزار أحمد الكسادي. يحتوي المسجد على ثلاثة صفوف من الأرصفة المستعرضة والشرقية والغربية والمحراب الورقي. كما أن له غرف ملحقة بها ضريح الشيخ الموجود في غرفة مجاورة.
خلال العصور الوسطى ، حكمت سلطنة أجوران ورشيخ وجزء كبير من المنطقة المحيطة في جنوب الصومال. وأصبحت المدينة لاحقًا تحت إدارة الإمامة الهراب في أواخر القرن السابع عشر بعد انهيار إمبراطورية أجوران القوية. في أبريل 1890 ، قُتل الملازم الأول للسفينة الإيطالية كارلو زافالي وقبطان البحار أنجيلو بارتوريلو في البحر على يد الصوماليين المحليين مما أدى إلى أول قصف بحري استعماري انتقاميًا. في مطلع القرن العشرين ، تم دمج ورأشيخ في محمية أرض الصومال الإيطالية. بعد الاستقلال في عام 1960 ، أصبحت المدينة مركزًا إداريًا لمنطقة الورشي الرسمية.
على مدار ثلاث بعثات أثرية في ورأشيخ بين عامي 1920 و 1921 ، اكتشف إنريكو سيرولي عملات معدنية من سلاطين العصور الوسطى في مقديشو. تم إيداعهم في Scuola Orientale بجامعة روما ، لكنهم فقدوا لاحقًا في الحرب العالمية الثانية. ووفقًا لما ذكره سيرولي ، فقد تم العثور على عملات معدنية مماثلة في قرية ، واقعة على بعد حوالي 14 كيلومترًا من شمال غرب ورأشيخ. سجل Freeman-Grenville (1963) أيضًا اكتشافًا آخر للعملات المعدنية القديمة في المدينة الأخيرة.

## السكان
لا توجد أرقام رسمية لسكان مركز ورشيخ ولكن يقدر عددهم بنحو 150،573 نسمة اعتبارًا من عام 2016. أغلب من يسكن وأرشيخ هم من أبناء قبيلة أبقال عمر كلماح وعلي متان المنحدرة من عشيرة هوية.